# Onthophagus furcatus
Onthophagus furcatus là một loài bọ cánh cứng trong họ Bọ hung (Scarabaeidae).